# Jernbaneby
Jernbaneby er en by, der er domineret af jernbaneansatte og jernbaneværksteder. En jernbaneby er det danske parallelbegreb til de engelske railway towns og den tyske Eisenbahnstadt. De arketypiske eksempler er de engelske Swindon og Crewe.
Begrebet er i Danmark fejlagtigt brugt som synonym for stationsby, der er betegnelsen for en bytype med station, hyppigt opvokset i symbiose med en jernbanestation, men først og fremmest drevet frem af landbrugets industrialisering omkring år 1900.